# ×Agrotrigia czernjaewii
Agrotrigia czernjaewii là một loài thực vật có hoa trong họ Hòa thảo. Loài này được (Širj. & Lavrenko) Sutorý mô tả khoa học đầu tiên năm 1993 publ. 1994.